# République du Croissant
La République du Croissant est une expression qui désigne, dès la fin du XIXe siècle, le quartier de la presse à Paris, situé entre Réaumur et Opéra, où sont réunis la plupart des grands journaux.

## Historique

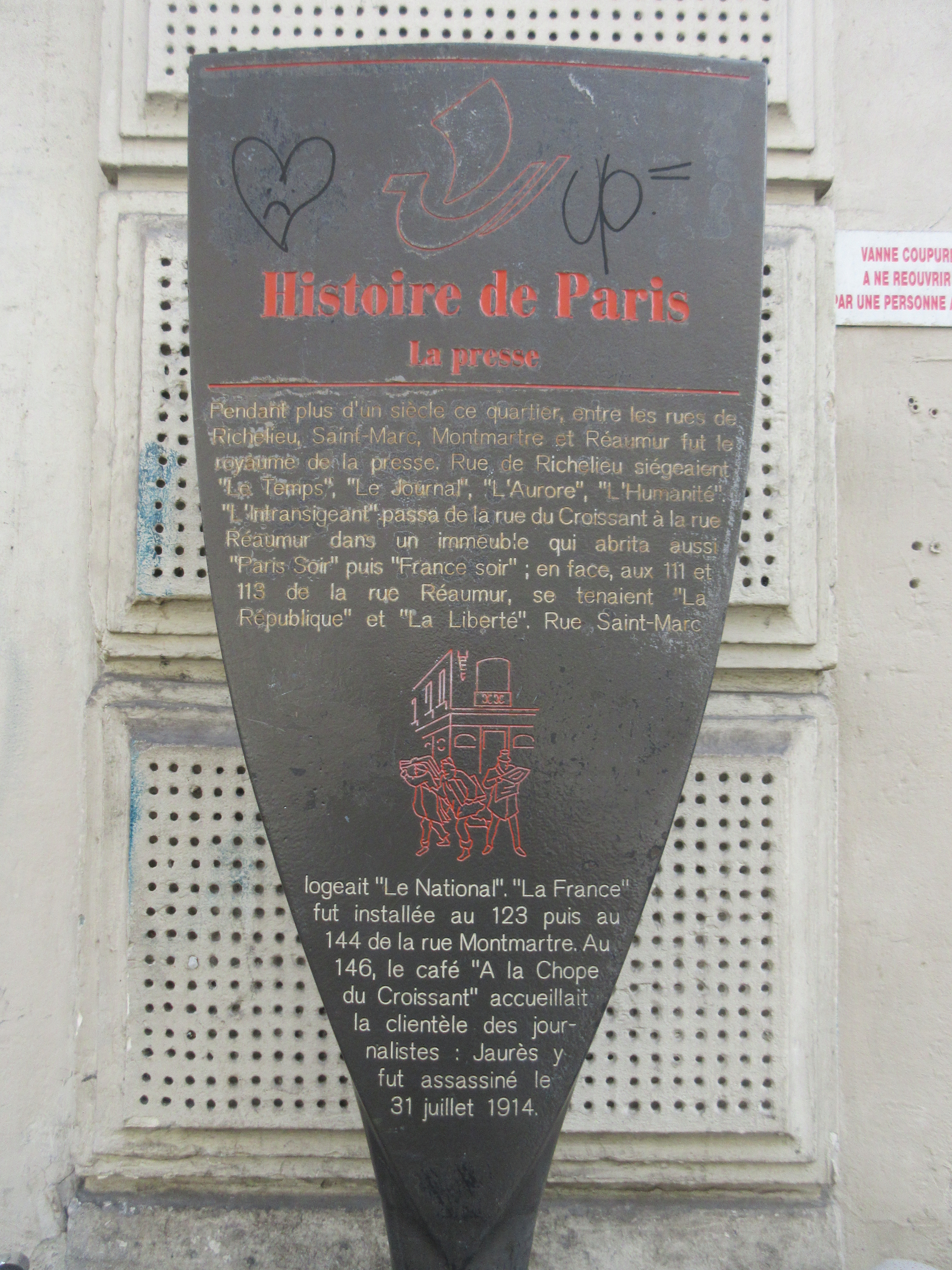
Panneau Histoire de Paris : « La Presse ».

Le centre de ce quartier est l'intersection entre la rue du Croissant et la rue Montmartre, dans le 2e arrondissement de Paris, où se situe le café du Croissant, où a lieu le 31 juillet 1914 l'assassinat de Jean Jaurès, fondateur et directeur de L'Humanité. Les grandes entreprises de presse tentent d'y créer des règles et des usages pour leur développement économique, passant par la délivrance de cartes pour les livreurs et revendeurs de journaux.
Non loin de la Bourse et des Grands boulevards, c'est le lieu de la plupart des imprimeries et des salles de rédaction, où se créent des associations d'entrepreneurs de presse et de journalistes, comme l'Association syndicale professionnelle des journalistes républicains français (ASPJRF) d'Edgar Monteil. La presse française a alors le vent en poupe : en 1914, c'est la plus lue au monde, avec un taux de pénétration de 244 exemplaires de quotidiens pour mille habitants. Les grands reporters les plus célèbres du moment se nomment Pierre Giffard, Jules Huret, Gaston Leroux, Pierre Mille, Séverine et Fernand Xau.
Au tournant du XIXe siècle, quatre grands quotidiens parisiens dominent la scène française : Le Matin, Le Petit Parisien d'Albert Londres et Jean Dupuy, Le Petit Journal et Le Journal.
Aujourd'hui, de nombreux titres et agences de presse demeurent présents dans ce quartier.

## Chronologie
- En 1825, Charles-Louis Havas, ruiné par la crise boursière de 1825, crée le Bureau de traduction des journaux étrangers, futur Bureau de nouvelles, au 4 rue Jean-Jacques Rousseau.
- En 1832, la Gazette des chemins de fer, reprise en 1855 par Jacques Bresson, appelée aussi « Cours général des actions », est domiciliée au 31 place de la Bourse.
- En 1853, L'Illustration s'installe au 60 rue de Richelieu.
- En 1863, Le Petit Journal s'installe au 112 rue Richelieu avant de déménager rue Lafayette et rue Cadet.
- En 1854, La Semaine financière est fondée au 83 rue de Richelieu.
- En 1857, Le Monde illustré est fondé au 15 boulevard des Italiens.
- En 1873, Le Soleil (quotidien français) s'installe rue du Croissant.
- En 1874, l'Agence de presse Fournier est créé au 1 rue de la Bourse.
- En 1874, La France s'installe 142 rue Montmartre et Le Figaro au 26 rue Drouot[5].
- En 1875, La Petite République française investit le 53 Rue de la Chaussée-d'Antin[5].
- En 1876, la société Debons imprime L'Ordre, Le Pays, La République française, La Patrie au 16, rue du Croissant.
- En juillet 1877, le Journal des voyages s'installe au 7 rue du Croissant.
- En 1878, Le Petit Parisien quitte le 11 rue du Faubourg-Montmartre pour le 18 rue d'Enghien[5].
- En 1879, Le Petit Parisien a son imprimerie au 18 rue d'Enghien dans l'immeuble de Jean Dupuy.
- Jusqu'en 1880, l'imprimeur Dubuisson imprime Le Figaro, La Gazette de France, Le Bien public, au 18 Rue Coq-Héron[6]
- En 1882, le quotidien Le Gaulois précédemment au 9 boulevard des Italiens puis 22 boulevard Montmartre s'installe au 2 rue Drouot.
- Le 1er janvier 1884, Le Radical quitte le no 10 de la rue Saint-Joseph pour s'installer dans un nouveau bâtiment construit pour La France et situé entre le no 19 de la rue du Croissant et les no 142-144 de la rue Montmartre.
- Le 26 février 1884, le quotidien Le Matin a son siège social au 6, boulevard Poissonnière, et ses locaux aux numéros 3 à 9.
- En 1890, Le Pour et le Contre s'installe au 178 rue Montmartre.
- En 1892, Le Journal s'installe 100 rue de Richelieu[5].
- De 1892 à 1900, La Libre Parole, d'Édouard Drumont, est au 14 boulevard Montmartre.
- En 1896, le Cours de la Bourse et de la Banque, déjà connu sous le nom de Cote Desfossés dirigée par l'agent de change Victor Antoine Desfossés, opère au 31 place de la Bourse, dans l'ex-immeuble de la Gazette des chemins de fer, de Jacques Bresson.
- En 1896, Agence Havas s'installe au 8 place de la Bourse.
- En 1899, le quotidien L'Information est fondé au 124, rue Réaumur, par son directeur Léon Chavenon.
- En 1902, L'Écho de Paris libère le 2 rue Taitbout pour rallier le 6 place de l'Opéra[5].
- En 1912, Le Temps quitte le 5 boulevard des Italiens pour l'immeuble du 5-7 rue des Italiens[5] qui deviendra l'adresse du journal Le Monde.
- En 1932, Paris-Soir quitte le 11 boulevard Montmartre pour le 34 rue du Louvre.
- En 1945, France-Soir est fondé au 98-100 rue Réaumur.
- En 1979, le nouveau mensuel Mieux vivre votre argent s'installe au 32 rue Notre-Dame-des-Victoires.
- En 1985, La Tribune est fondée au 106-108 rue de Richelieu, dans les locaux de L'Agefi, rachetée un an avant par Bruno Bertez.
- En 1990, Le Monde quitte le 5-7 rue des Italiens[5].
- En 1992, La Tribune et La Cote Desfossés fusionnent au 46 rue Notre-Dame-des-Victoires.
- En 1998, Indigo Publications (La Lettre du Continent, La Lettre de l'océan Indien, etc.) s'installe au 142 rue Montmartre.
- En 2004, La Tribune déménage au 12 rue Vivienne.
- En 2006, Les Échos déménagent au 6, rue du Quatre-Septembre.

### Autres adresses et déménagements
- La Presse d'abord au 11 rue Saint-Georges, déménage ensuite au 123 rue Montmartre, puis au 12 rue du Croissant, puis au 48 rue de Richelieu.
- La France libre d'Adolphe Maujan a ses bureaux au no 12 de la rue du Croissant.
- L'Aurore est au 142 rue Montmartre.
- En juillet 1898, les bureaux des Droits de l'homme sont transférés au 142 rue Montmartre.
- L'Humanité aussi est au 142 rue Montmartre avant que Jean Jaurès l'installe 16 rue du Croissant.
- La Lanterne est 5 rue Coq-Héron.
- Le Nouvel Observateur s'est installé au 10/12 place de la Bourse.
- Les grands quotidiens régionaux installent des bureaux de représentation sur les Grands boulevards, puis établissent un « Hall des grands régionaux » au 25 boulevard Poissonnière en 1912.

### Les principales imprimeries de presse sous le Second Empire[5]
- 16 rue du Croissant
- 5 rue Coq-Héron
- 123 rue Montmartre
- 10 Rue du Faubourg-Montmartre
- 41 rue Jean-Jacques-Rousseau
- 12 Rue de la Grange-Batelière
- 9 rue d'Aboukir
- 20 rue Bergère

Ensuite, à la Belle Époque, le quartier de la presse recense une centaine d'imprimeries typographiques de dimensions diverses.

### Les théâtres, opéras, restaurants, et brasseries des environs
La République du Croissant se développe dans une partie de Paris qui est en expansion au XIXe siècle, au-delà de l'enceinte des fermiers généraux, et ouvre de prestigieux restaurants, brasseries, théâtres et opéras :
Le Théâtre national de l'Opéra-Comique s'installe dans la Salle Favart le 28 avril 1783, dans les jardins de l'Hôtel de Choiseul (Paris), sur un site destiné à la Caisse d'Escompte, puis fusionne en 1801 avec son voisin, le Théâtre Feydeau, s'installe en 1827 juste à côté dans le Théâtre des Nouveautés, Place de la Bourse, puis déménage en 1829 dans la Salle Ventadour. Le 13 février 1820, l'assassinat du duc de Berry à la sortie de l'opéra de la rue de Richelieu, en face du Théâtre Louvois, amène Louis XVIII à ordonner sa démolition. L'Opéra Le Peletier lui succède un an après dans les jardins de l'Hôtel Laborde, puis brûle en 1873, un an avant l'ouverture du Palais Garnier.
Côté restauration, les lieux prestigieux de la Place de la Bourse, Café Gobillard, Restaurant Champeaux, Brasserie Gallopin, Café Tortoni et Café des arcades, essaiment tout autour, avec La sole Marguery sur le boulevard de Bonne-Nouvelle et la Maison Dorée de Casimir Moisson, au 20, Boulevard des Italiens.

## Sources
: document utilisé comme source pour la rédaction de cet article.
- Alfred Sirven, Journaux et journalistes: La Presse - La Liberté, avec les portraits des rédacteurs photographiés par Pierre Petit, Cournol, 1866 (lire en ligne).